# 大隈軌道
大隈軌道（おおくまきどう）は、かつて福岡県嘉穂郡大隈町（現・嘉麻市）にあった鉄道省筑豊本線（後の上山田線、現・廃止）の大隈駅から市街地を結んだ馬車軌道およびその運営会社である。自動車の発達により廃止された。

## 路線データ
- 路線距離：大隈駅 - 大隈町（貞月） 2.23km
- 駅数：2（廃止時点。中間駅なし）
  - 乗車券（発行時期不明）には次の駅名が記載されている：大隈駅、釜手下、貞月、大隈
- 軌間：914mm = 3ft
- 複線区間：なし（全線単線）
- 電化区間：なし（全線非電化）
- 動力：馬力

## 歴史
大隈町内で地元有志の発起により大隈軌道を設立。筑豊本線大隈駅と大隈町の市街地を結ぶための馬車軌道を開通させた。町と駅を結ぶ唯一の交通機関だった。
ところが大正末期になると乗合バスが登場した。また昭和初期には大隈タクシーも開業し、住人の足となっていった。こうした状況に馬車軌道は乗客の急減をまねき、ついに廃止となりバス会社となった。その後は大隈駅から大隈町よりさきの桑野までの乗合バスにより運行した。バスは1日あたり桑野まで6往復、大隈町まで11往復した。この乗合バス会社もやがて西日本鉄道に吸収合併されたという。

### 年表
- 1920年（大正9年）
  - 4月5日 - 軌道敷設および運輸営業の特許[2]。
  - 4月 - 大隈軌道株式会社設立。大隈町に本社を置く。
- 1924年（大正13年）8月6日 - 開業。
- 1933年（昭和8年）8月10日 - 廃止[3]。

## 輸送・収支実績
| 年度             | 乗客（人） | 収入（円） | 支出（円） | 益金（円） | 支払利子（円） | 其他益金（円）    | 其他損金（円） |
| ---------------- | ---------- | ---------- | ---------- | ---------- | -------------- | ----------------- | -------------- |
| 1924（大正13）年 | 31,957     | 3,242      | 2,501      | 741        |                | 211               | 210            |
| 1925（大正14）年 | 96,909     | 8,120      | 9,310      | ▲1,190     |                | 1,194             | 1,245          |
| 1926（昭和元）年 | 136,218    | 8,549      | 7,403      | 1,146      | 628            | 103               |                |
| 1927（昭和2）年  | 130,653    | 8,856      | 7,887      | 969        | 541            | 472               |                |
| 1928（昭和3）年  | 118,856    | 9,453      | 7,954      | 1,499      | 150            | 自動車及馬車3,352 | 償却金3,055    |
| 1929（昭和4）年  | 111,162    | 8,509      | 7,847      | 662        | 360            |                   | 自動車1,631    |
| 1930（昭和5）年  | 67,899     | 4,439      | 4,052      | 387        | 120            |                   | 自動車5,738    |
| 1931（昭和6）年  | 10,553     | 823        | 3,666      | ▲2,843     | 1,764          | 自動車3,723       |                |
| 1932（昭和7）年  | 26,521     | 846        | 5,586      | ▲4,740     | 1,764          | 自動車4,925       |                |

- 1924年度-1925年度は鉄道省鉄道統計資料、1926年度以降は鉄道統計資料より、1933年度は営業報告書未着のため未記載。
- 終始無配だった。

## 運行状況
客車は16人乗り1頭引きで2両所有。貨物の取扱いはなかった。大隈町から先へは乗合馬車に乗り継いでいったという。